# Лэдд, Эндрю
Э́ндрю Лэдд (англ. Andrew Ladd; род. 12 декабря 1985, Мэйпл-Ридж, Британская Колумбия, Канада) — канадский хоккеист, крайний нападающий клуба НХЛ «Аризона Койотис». Двукратный обладатель Кубка Стэнли: в составе «Каролины Харрикейнз» в 2006 году и «Чикаго Блэкхокс» в 2010 году.

## Карьера
В 2005 году в Гранд-Форкс стал чемпионом мира среди юниоров в составе сборной Канады. На турнире в 6 матчах набрал 7 очков (3+4).
На драфте НХЛ 2004 года был выбран в первом раунде под общим 4-м номером командой «Каролина Харрикейнз». Уже в первом сезоне в НХЛ стал обладателем Кубка Стэнли. В плей-офф Лэдд набрал 5 очков (2+3) в 17 матчах.
26 февраля 2008 года после 2,5 сезонов в «Харрикейнз» перешёл в «Чикаго Блэкхокс» в обмен на Туомо Рууту. В 2010 году во второй раз стал обладателем Кубка Стэнли. В 19 матчах плей-офф Лэдд набрал 6 очков (3+3). В шестом решающем матче финальной серии против «Филадельфии» Лэдд забросил одну из шайб (4:3 ОТ).

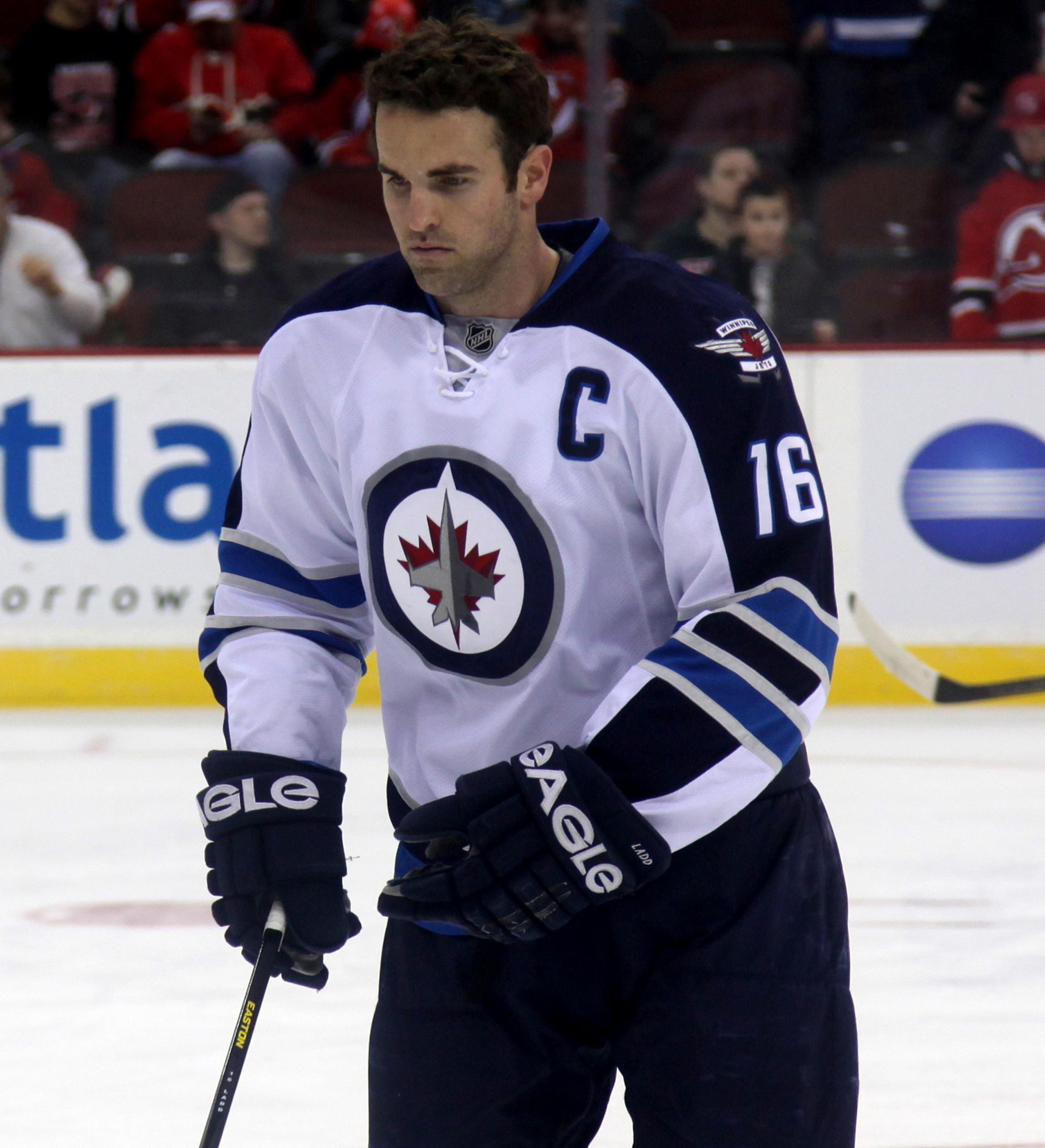
Лэдд в 2013 году в составе «Джетс»

1 июля 2010 года был обменян в «Атланту Трэшерз». В ноябре 2010 года был назначен капитаном «Трэшерз» и оставался капитаном до конца своего пребывания в клубе. В сезоне 2010/11 забросил рекордные для себя 29 шайб в регулярном сезоне. 5 июля 2011 года подписал 5-летний контракт на 22 млн долларов с «Виннипег Джетс» (новое название переехавшей «Атланты Трэшерз»). В сезоне 2014/15 набрал рекордные в карьере 62 очка (24+38) в 81 матче регулярного сезона.
25 февраля 2016 года, во время последнего года контракта, был обменян в «Чикаго Блэкхокс».
1 июля 2016 года в качестве свободного агента подписал 7-летний контракт с «Нью-Йорк Айлендерс» на 38,5 млн долларов.
17 июля 2021 года был обменян из «Нью-Йорк Айлендерс» в «Аризону Койотис».
20 апреля 2022 года Лэдд сыграл свой 1000-й матч в регулярных сезонах НХЛ. Всего в сезоне 2021/22 сыграл за «Койотис» 51 матч и набрал 12 очков (7+5).
Играл за сборную Канады на чемпионатах мира 2011, 2012 и 2013 годов. Канадцы каждый раз занимали пятое место. Лэдд на трёх турнирах сыграл 23 матча и набрал 11 очков (4+7).
10 сентября 2023 года объявил о завершении карьеры, отыграв в общей сложности 1001 матч в НХЛ за 6 команд.

## Достижения
- Обладатель «WHL плюс/минус Эворд» (2004).
- Двукратный обладатель Кубка Стэнли (2006, 2010).

## Статистика
| Легенда | Легенда                    | Легенда | Легенда                   | Легенда | Легенда    |
| ------- | -------------------------- | ------- | ------------------------- | ------- | ---------- |
| И       | Количество проведённых игр | Штр     | Штрафное время            | +/−     | Плюс-минус |
| Г       | Голы                       | П       | Голевые передачи          | О       | Очки       |
| -       | Статистика неизвестна      | —       | Статистика не учитывалась |         |            |